# 谷口豊三郎
谷口 豊三郎（たにぐち とよさぶろう、1901年7月29日 - 1994年10月26日）は、昭和時代の日本の実業家。元東洋紡績社長。日本繊維産業連盟・初代会長。理論物理や数学などの研究に資金援助した谷口工業奨励会（後の谷口財団）の創設者。

## 人物・略歴
1901年（明治34年）7月29日、大阪船場生まれ。旧制大阪府立天王寺中学校、旧制第三高等学校を経て、東京帝国大学工学部機械学科、東京帝国大学法学部政治学科卒業。1928年（昭和3年）、父・谷口房蔵の経営する大阪合同紡績に入社。1931年（昭和6年）、東洋紡に吸収されるが取締役でのこる。公職追放となるが、解除後副社長として復帰。1947年（昭和22年）に社長、1966年（昭和41年）に会長を歴任する。1966年4月社長在任時、呉羽紡との合併を実現し、合併後は、資本金173億円、従業員3万人超、設備規模は綿紡機、綿スフ織機、梳毛紡機で日本一、新たにナイロン事業を加え、年間売上規模1,300億円にした。1970年（昭和45年）、日本繊維産業連盟初代会長となり、難航した日米繊維交渉をとりまとめた。
また一方で、 1929年（昭和4年）、父の遺託基金をもとに、工業に関する科学研究を助成するため財団法人谷口工業奨励会を設立。1974年（昭和49年）ごろから理論物理や数学などの研究に資金援助をしたり、数学や哲学などの国際シンポジウムを毎年開催し、さらに1976年（昭和51年）、私財を投じて財団法人谷口工業奨励会45周年記念財団に改組拡充した。
1994年（平成6年）、93歳で死去。

## 人物
「事業にはひとつひとつに時間をかけて大きくしていく方法もある。これを手っ取り早く実現できるのが合併で、リスクはあっても要はやり方次第だ。」と、東洋紡と呉羽紡の合併について振り返り、心境を述懐した。

## 受賞歴
- 1965年（昭和40年） - 藍綬褒章
- 1973年（昭和48年） - 勲一等瑞宝章
- 1988年（昭和63年） - フランス教育功労章
- 1992年（平成4年） - 大阪文化賞
- 1993年（平成5年） - スペイン・メリットシビル(民間功労)大十字章
- 1995年（平成7年） - 関孝和賞[8]